# Chloropaschia aedesia
Chloropaschia aedesia är en fjärilsart som beskrevs av William Schaus 1925. Chloropaschia aedesia ingår i släktet Chloropaschia och familjen mott. Inga underarter finns listade i Catalogue of Life.